# Burgschleinitz
Burgschleinitz ist eine Ortschaft und eine Katastralgemeinde der Gemeinde Burgschleinitz-Kühnring im Bezirk Horn in Niederösterreich.  Die Ortschaft hat 370 Einwohner (Stand 1. Jänner 2024). Bis Ende 1966 war Burgschleinitz eine eigenständige Gemeinde.

## Geografie
Der Markt Burgschleinitz liegt am östlichen Abfall des Waldviertels. Durch den Ort führt die Retzer Straße.

## Siedlungsentwicklung
Zum Jahreswechsel 1979/1980 befanden sich in der Katastralgemeinde Burgschleinitz insgesamt 208 Bauflächen mit 76.010 m² und 110 Gärten auf 112.201 m², 1989/1990 gab es 236 Bauflächen. 1999/2000 war die Zahl der Bauflächen auf 314 angewachsen und 2009/2010 bestanden 327 Gebäude auf 723 Bauflächen.

## Geschichte
Laut Adressbuch von Österreich waren im Jahr 1938 in der Ortsgemeinde Burgschleinitz ein Bäcker, ein Binder,  ein Fleischer, zwei Gastwirte, drei Gemischtwarenhändler, eine Hebamme, ein Landesproduktehändler, ein Mechaniker, zwei Schneider und zwei Schneiderinnen, zwei Schuster, zwei Tischler, ein Zementwarenerzeuger und mehrere Landwirte ansässig. Außerdem gab es im Ort zwei Mühlen.
Mit 1. Jänner 1967 wurden im Zuge der Niederösterreichischen Kommunalstrukturverbesserung die bis dahin selbständigen Gemeinden Burgschleinitz, Amelsdorf, Buttendorf, Kühnring, Matzelsdorf, Sachsendorf, Sonndorf und Zogelsdorf zu Burgschleinitz-Kühnring fusioniert.

## Öffentliche Einrichtungen
In Burgschleinitz gibt es einen Kindergarten.

## Bodennutzung
Die Katastralgemeinde ist landwirtschaftlich geprägt. 434 Hektar wurden zum Jahreswechsel 1979/1980 landwirtschaftlich genutzt und 66 Hektar waren forstwirtschaftlich geführte Waldflächen. 1999/2000 wurde auf 424 Hektar Landwirtschaft betrieben und 78 Hektar waren als forstwirtschaftlich genutzte Flächen ausgewiesen. Ende 2018 waren 397 Hektar als landwirtschaftliche Flächen genutzt und Forstwirtschaft wurde auf 80 Hektar betrieben. Die durchschnittliche Bodenklimazahl von Burgschleinitz beträgt 49,8 (Stand 2010).

## Sehenswürdigkeiten
- Schloss Burgschleinitz
- Katholische Pfarrkirche Burgschleinitz hl. Michael mit dem Karner Burgschleinitz

## Persönlichkeiten
- Joseph Winkler (1665–1748), österreichischer Steinmetzmeister und Richter in Kaisersteinbruch, wurde hier geboren
- Joseph Anton Gall (1748–1807), katholischer Geistlicher und Bischof von Linz, war hier 1779–1787 Pfarrer
- Anna von Sazenhofen (1874–1948), Schriftstellerin
- Ludwig Deusch (1925–2008), niederösterreichischer Politiker und Landtagsabgeordneter, wurde hier geboren
- Andrea Eckert (* 1958), Schauspielerin, Sängerin und Dokumentarfilmerin, wuchs zum Teil im Ort auf